# Nikolaus B. Enkelmann

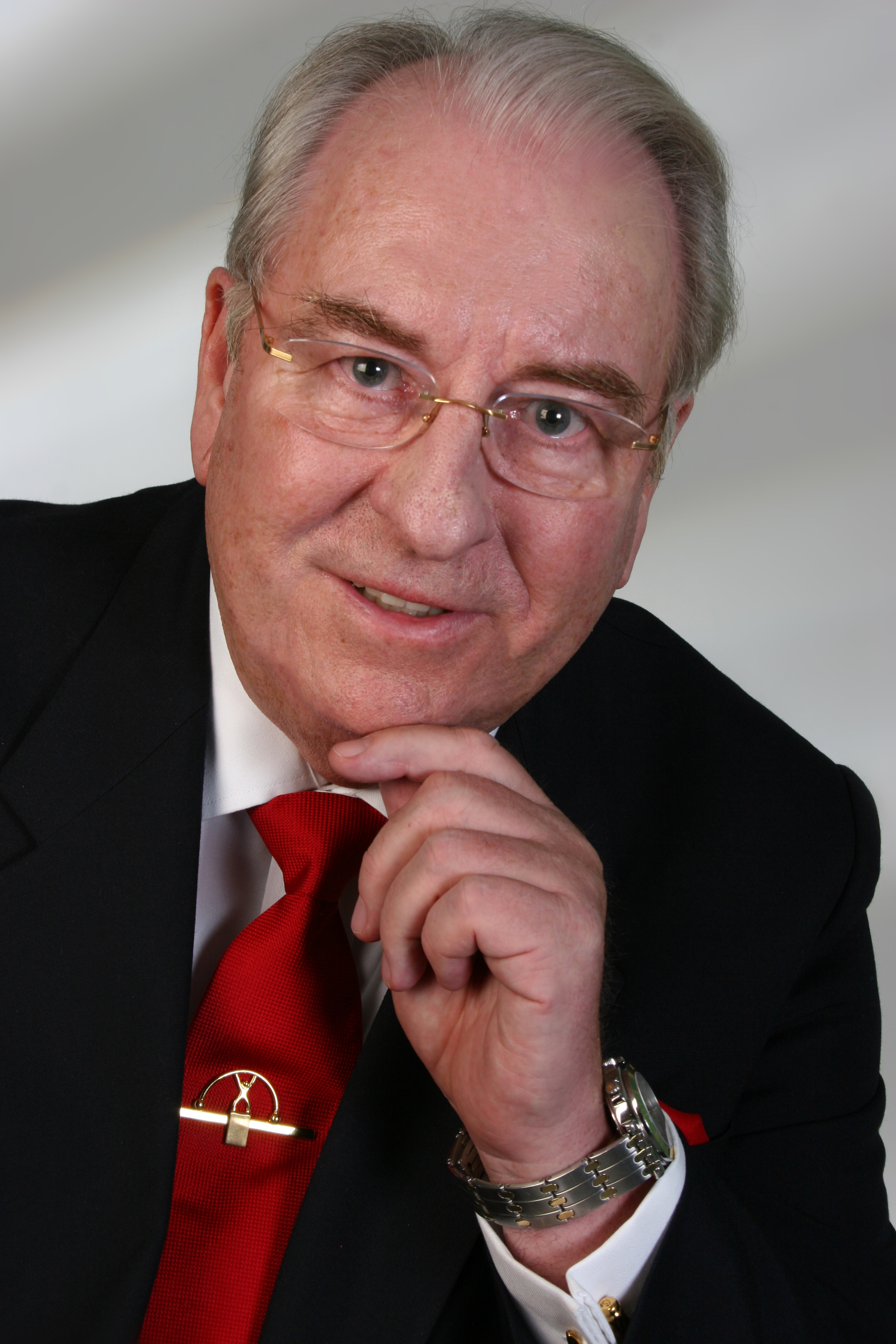

Nikolaus B. Enkelmann (* 13. Januar 1936 in Lippstadt; † 1. Juni 2017) war ein deutscher Persönlichkeitstrainer.

## Leben
Enkelmann studierte Psychologie und Soziologie in Berlin. Zuvor hatte er als gelernter Schneidermeister ein Textilgeschäft von seinem Vater Arthur Enkelmann übernommen. 1965 begann er damit, Rhetorik- und Persönlichkeitsschulungen durchzuführen. 1971 gründete Enkelmann in Lippstadt sein „Institut für Rhetorik und Persönlichkeitsbildung“. Von 1974 bis 1978 leitete Enkelmann das Oscar-Schellbach-Institut in Baden-Baden. 1978 ging Enkelmann nach Königstein im Taunus, wo er das Institut für Rhetorik – Management – Zukunftsgestaltung eröffnete. Er beschäftigte sich besonders mit der Aktivierung des Unterbewusstseins. Seit 1981 brachte er das Magazin „Der erfolgreiche Weg – Ihr Mentor für angewandte positive Lebensphilosophie“ heraus. Gemeinsam mit seiner Tochter Claudia E. Enkelmann leitete er das Institut. Im Jahr 1999 war er u. a. mit Vera F. Birkenbihl in der Sendereihe alpha – Sichtweisen für das dritte Jahrtausend auf BR-alpha zu sehen. Politisch engagierte sich Enkelmann in der CDU, für die er bei der Bundestagswahl 1969 auf der nordrhein-westfälischen Landesliste kandidierte.

## Ehrungen
- Bundesverdienstkreuz am Bande (3. November 2009)[4]

## Einzelbelege
1. ↑  Ein erfolgreicher Weg ist zu Ende
2. ↑  openpr.de
3. ↑  Enkelmann, Nikolaus. In: Martin Schumacher (Hrsg.): M.d.B. – Die Volksvertretung 1946–1972. – [Ebbinghaus bis Eyrich] (= KGParl Online-Publikationen). Kommission für Geschichte des Parlamentarismus und der politischen Parteien e. V., Berlin 2006, ISBN 3-7700-5224-2, S. 271, urn:nbn:de:101:1-2014070812574 (kgparl.de [PDF; 201 kB; abgerufen am 3. Februar 2025]).
4. ↑  positiv-magazin.de

| Personendaten    | Personendaten            |
| ---------------- | ------------------------ |
| NAME             | Enkelmann, Nikolaus B.   |
| KURZBESCHREIBUNG | deutscher Erfolgstrainer |
| GEBURTSDATUM     | 13. Januar 1936          |
| GEBURTSORT       | Lippstadt                |
| STERBEDATUM      | 1. Juni 2017             |